# Кириака из Пианеллы
Кириака из Пьянеллы (... — III век) — святая мученица, дева. День памяти — последняя неделя июля.
Святая Кириака была двенадцатилетним или тринадцатилетним подростком, дочерью благородных патрициев. Она жила во времена императоров Диоклетиана и Галерия в III веке, когда христианская религия была строго запрещена в Римской империи.
Святая Кириака, которую предание почитает девой и мученицей, была похоронена в катакомбах Присциллы.